# Striatoptycholaemus longicollis
Striatoptycholaemus longicollis är en skalbaggsart som först beskrevs av Schwarzer 1931.  Striatoptycholaemus longicollis ingår i släktet Striatoptycholaemus och familjen långhorningar.
Artens utbredningsområde är Gabon. Inga underarter finns listade i Catalogue of Life.